# フエゴ・デル・パーロ

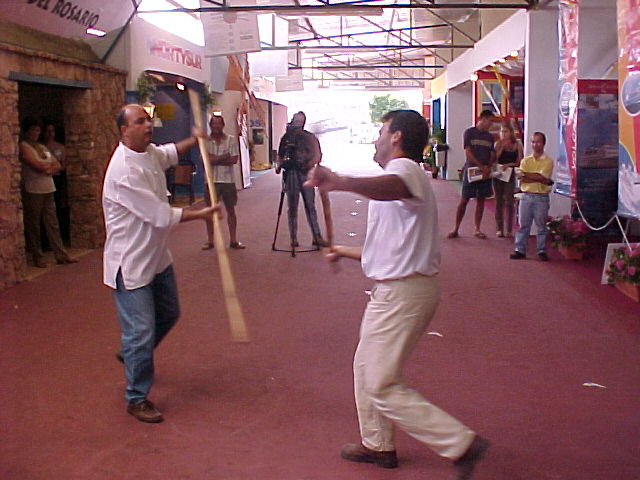
試合の様子

フエゴ・デル・パーロ（スペイン語: Juego del palo）とは、カナリア諸島に伝わる棒術。カナリア棒術（カナリアぼうじゅつ、Palo Canario）ともいう。

## 概要
カナリア諸島に古くから伝わる棒術である。はっきりとした起源は分かっていないが、イタリアの技術者であるレオナルド・トリアーニが1582年に書いたカナリア諸島の歴史に関する本の中では、既にグアンチェ族が決闘に棒を使っていたことが記されている。「フエゴ・デル・パーロ」とは「棒のゲーム」を意味する。
地元ではとても人気があり、大学では歴史や文化について調査も行っている。島によって少しずつ技術が違い、「デニス」、「モラレス」、「ベルガ」、「アコスタ」、「キンテーロ」、「ビダール」、「コンフィエロ」、「フエゴ・デル・ガローテ」、「フエゴ・デ・ラ・ラタ」の9種類がある。

## 技術
琉球棒術のように棒の真ん中を持って両側で打ち合うのが特徴である。防具を付けずに行い、寸止めで勝負が決まる。